# Dissaporus cylindricus
Dissaporus cylindricus är en skalbaggsart som först beskrevs av Olof Immanuel von Fåhraeus 1872.  Dissaporus cylindricus ingår i släktet Dissaporus och familjen långhorningar.
Artens utbredningsområde är:
- Malawi.
- Moçambique.
- Zimbabwe.

Inga underarter finns listade i Catalogue of Life.